# Жировнина
Жировнина или жировница је, у средњовековној Србији, била дажбина на свиње које су прихрањиване жиром у владаревим шумама или по шумама господара властелинстава.

## Значење
Право убирања жировнине је изгледа најпре припадало српским владарима, али је оно делимично или у целини пренето на господаре властелинстава. Жировнина је убирана на поседима манастира Светог Ћорђа Скоропостижног код Скопља, на црквеним поседима око Штипа и Кожља, затим око Новог Брда, у Дреници на Косову, у долини Ибра и Лаба, као и по Левчу. Краће речено, широм средњовековне Србије, како у 14. тако и у првој половини 15. века. Тамо где се узимала жировнина није се узимао десетак од свиња, а где се убирао десетак није се узимала жировнина. У повељи коју је господин Константин издао 1388. војводи Дмитру за поседе цркве Светог Вазнесења у Штипу, помиње се десетак житни и вински и пчелињи, али нема десетка од домаћих животиња, већ се уместо тога помиње жировнина и травнина овчија. Терени који су обиловали жирородним дрвећем и где је жир коришћен називају се жировишта. Приходи од жировнине нису били занемарљиви па су о њима српски владари водили рачуна, почевши од краља Милутина па до кнеза Лазара и деспота Стефана Лазаревића.